# یواس‌اس اس-۳۴ (اس‌اس-۱۳۹)
یواس‌اس اس-۳۴ (اس‌اس-۱۳۹) (به انگلیسی: USS S-34 (SS-139)) یک زیردریایی بود که طول آن ۲۱۹ فوت ۳ اینچ (۶۶٫۸۳ متر) بود. این زیردریایی در سال ۱۹۱۹ ساخته شد.